# Lloyd William Daly
Lloyd William Daly (* 6. Oktober 1910 in Plano, Illinois; † 26. Februar 1989 in Englewood, New Jersey) war ein US-amerikanischer klassischer Philologe.

## Leben
Lloyd William Daly studierte Klassische Philologie am Knox College, wo er 1932 den Bachelor-Grad erlangte. Sein Masterstudium absolvierte er an der University of Illinois at Urbana-Champaign.  Nach seiner Promotion zum Ph.D. wurde er als acting professor of Greek am Kenyon College angestellt. Von 1937 bis 1937 war er Gastprofessor an der American School of Classical Studies at Athens. 1938 ging er als Dozent für Alte Sprachen und Literatur an die University of Oklahoma. Nach seiner Ernennung zum Associate Professor wechselte er 1947 an die University of Pennsylvania, wo er zum Full Professor ernannt wurde. Von 1951 bis 1952 war er Vizedekan der Graduate School of Arts and Sciences. Anschließend wurde er für sieben Jahre zum Dekan des College gewählt. 1958 wurde er zum Allen Memorial Professor of Greek ernannt. 1977 trat er in den Ruhestand. Von 1953 bis zu seinem Tod war er Mitglied im Verwaltungskomitee der American School of Classical Studies at Athens. 1976 wurde er zum Mitglied der American Philosophical Society gewählt.
In seiner Forschungsarbeit beschäftigte sich Daly mit weiten Bereichen der griechischen und römischen Literatur. Zu seinen Forschungsschwerpunkten gehörten die mittellateinische Lexikografie.